# ТЕС Васіт
25°22′22″ пн. ш. 55°27′36″ зх. д. / 25.37278° пн. ш. 55.46000° зх. д.
ТЕС Васіт – теплова електростанція на північному сході Об'єднаних Арабських Еміратів, у місті Шарджа (центр однойменного емірату).
Перша черга станції складалась із двох газових турбін типу General Electrical Frame 6В потужністю по 30 МВт та однієї турбіни з показником 20 МВт. 
В 1998-му додатково замовили дві газові турбіни General Electrical Frame 9Е. А в 2003 – 2005 роках запустили третю, четверту та п'яту чергу, кожна з яких так само мала по дві турбіни Frame 9Е потужістю по 100 МВт.
Нарешті, у 2007-му додали ще дві газові турбіни Rolls Royce Trent 60 потужністю по 40 МВт, що дозволило довести загальний показник ТЕС до 960 МВт. Можливо відзначити, що джерела також вказують потужність станції на рівні 1182 МВт або навіть 1200 МВт (стандартним показником для Frame 9Е є 125 МВт, проте газові турбіни втрачають суттєву частину потужності при високій температурі зовнішнього середовища, що є характерним для клімату Об'єднаних Арабських Еміратів).
Всі турбіни станції встановлені на роботу у відкритому циклі.
ТЕС розрахована на споживання природного газу, постачання якого до міста Шарджа почалось ще в першій половині 1980-х по трубопроводу від родовища Саджаа.
Видача продукції відбувається по ЛЕП, розрахованим на роботу під напругою 220 кВ та 132 кВ.